# Oasi Golena di Panarella
L'Oasi Golena di Panarella è un'oasi di protezione della fauna e flora selvatica sita nei pressi di Panarella, frazione del comune di Papozze, nella Provincia di Rovigo. L'area, che si trova all'interno del parco regionale veneto del Delta del Po ed è una delle quattro aree di protezione istituite dalla sezione provinciale del WWF Italia, prende nome dalla sua collocazione in un'area golenale, lo spazio piano collocato tra la riva e il suo argine, a sinistra della parte finale del corso del fiume Po, gestita congiuntamente dal WWF, sede di Rovigo, e dalla locale amministrazione comunale.

## Territorio
Si tratta di una zona umida che comprende un territorio di circa 50 ettari di estensione, dei quali 25 gestiti dal WWF, sita nelle vicinanze dell'abitato di Panarella e negli immediati pressi dell'argine sinistro del fiume Po, nella zona, detta golena, che è dedicata al contenimento delle acque nei periodi di piena. Questa in passato venne interessata da una serie di opere idrauliche destinate a raddrizzare un'ansa del fiume, interventi che influirono nell'allontanamento delle specie animali ivi presenti ma che al termine dei quali ritornarono a colonizzare l'area.

## Aspetti naturalistici

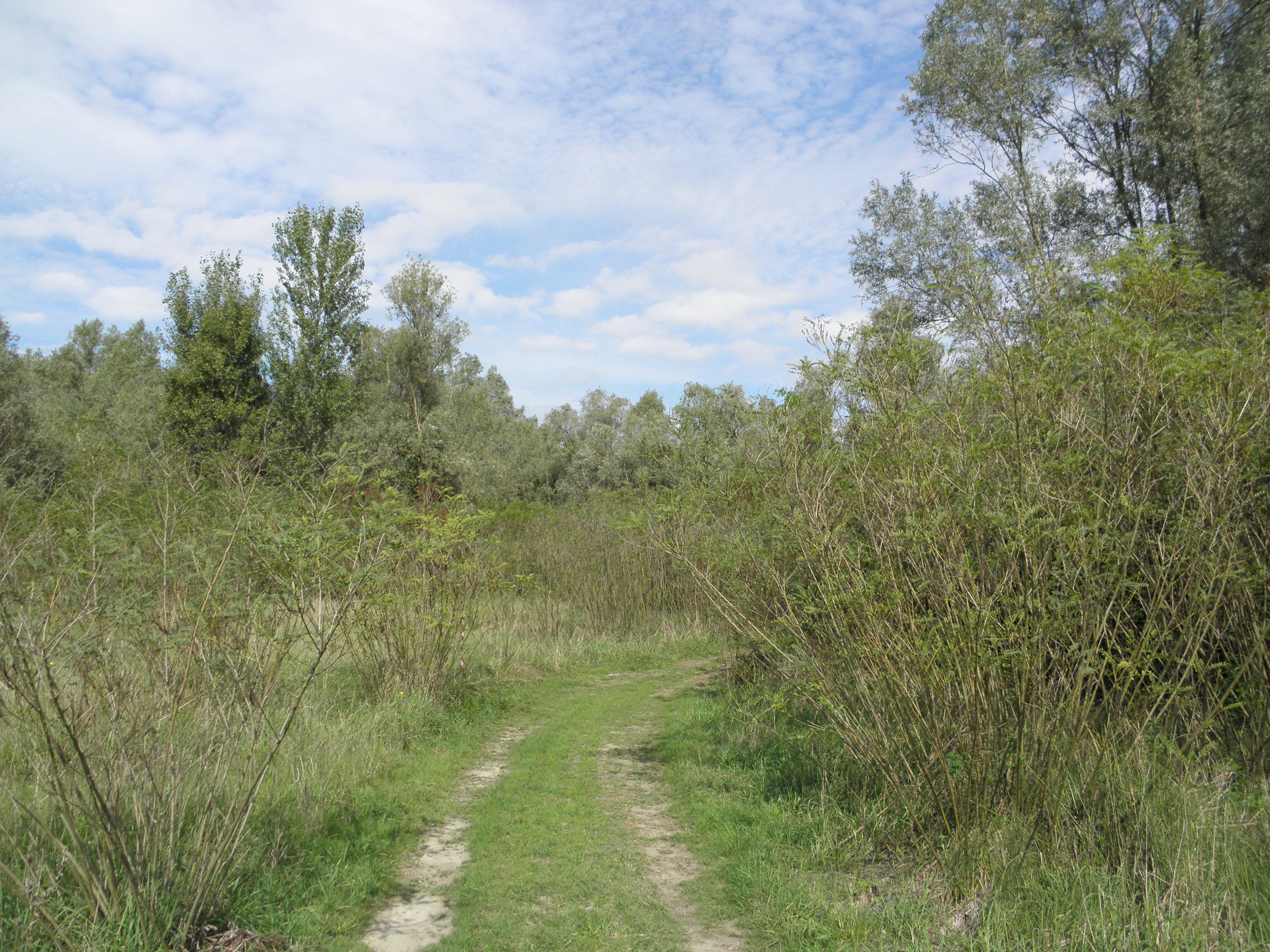
Oasi Golena di Panarella, uno dei sentieri di ingresso.

### Flora
Per quanto riguarda la sua parte vegetale, l'area coniuga più tipologie di habitat, umida e moderatamente umida, ideale per una varia convivenza di specie erbacee che hanno colonizzato quella zona ciclicamente soggetta a inondazione, normalmente nei periodi primaverili e autunnali quando le condizioni meteorologiche favoriscono l'aumento della portata del fiume e che al successivo ritiro lascia stagni profondi. A questa si affianca una più consona allo sviluppo di una zona boschiva, un bosco igrofilo allagato dove prosperano salici (Salix spp.), e una foresta planiziale costituita principalmente da farnie (Quercus robur), pioppi bianchi  (Populus alba), frassini (Fraxinus spp.) e olmi (Ulmus spp.).

### Fauna
L'oasi risulta essere un grande richiamo per l'avifauna, tra uccelli nidificanti, svernanti e di passo presenti in grande varietà di specie. Tra le più osservate tra i canneti si annoverano l'airone rosso (Ardea purpurea), il basettino (Panurus biarmicus), la cannaiola verdognola (Acrocephalus palustris), il cannareccione (Acrocephalus arundinaceus), il migliarino di palude (Emberiza schoeniclus) e il tarabusino (Ixobrychus minutus), alle quali si affiancano, tra i salici, la capinera (Sylvia atricapilla), il pendolino (Remiz pendulinus), il rigogolo (Oriolus oriolus) e l'usignolo (Luscinia megarhynchos), e nel bosco vari picidi tra i quali averla piccola (Lanius collurio), cardellino (Carduelis carduelis), verdone (Chloris chloris), verzellino (Serinus serinus) e saltimpalo (Saxicola rubicola), ai quali nella stagione invernale si aggiunge tra i prati la pavoncella (Vanellus vanellus).
Oltre alle numerose specie di uccelli sono inoltre presenti specie stanziali di rettili, testuggine palustre europea (Emys orbicularis), e anfibi, principalmente rana agile (Rana dalmatina) e tritone crestato italiano (Triturus carnifex), e la più minacciata rana di Lataste (Rana latastei), secondo le rilevazioni dell'Unione internazionale per la conservazione della natura (International Union for the Conservation of Nature - IUCN) considerata specie a rischio.